# Tommy Thompson
Tommy George Thompson (ur. 19 listopada 1941) – amerykański polityk, republikanin. W latach 1987–2001 piastował urząd gubernatora stanu Wisconsin, a w latach 2001–2005 był sekretarzem Zdrowia i Opieki Społecznej w gabinecie prezydenta George’a W. Busha.